# Бразерз
Бразерс (англ. Brothers Volcano) — вулкан, расположенный в Тихом океане, в 337 км к северо-востоку от острова Уайт-Айленд.
Бразерс — подводный вулкан на глубине 1350 метров, диаметров 7×9 километров. Расположен на краю кальдеры, ширина которой составляет 3—3,5 километра. Кальдера расположена на глубине 1850 метров, соответственно высота вулкана составляет около 500 метров. Имеет форму купола, сложенного дацитами, состоящего из курильщиков. Вулкан проявляет постоянную гидротермальную активность.